# Giuseppe Motta
Giuseppe Motta (Airolo, 29 dicembre 1871 – Berna, 23 gennaio 1940) è stato un avvocato, politico e notaio svizzero di lingua italiana, consigliere federale svizzero.
Il 14 dicembre 1911 venne eletto in Consiglio federale con 184 voti su 206 (199 espressi), succedette a Josef Anton Schobinger. Apparteneva al Partito Conservatore (oggi Alleanza del centro). Durante gli anni in carica Giuseppe Motta diresse i seguenti dipartimenti:
- 1912-1919: Dipartimento federale delle finanze e delle dogane
- 1920-1940: Dipartimento politico (attualmente dipartimento federale degli affari esteri)

Assieme al consigliere federale Felix-Louis Calonder si impegnò per l'adesione della Svizzera alla Società delle Nazioni. Il 16 maggio 1920 la Svizzera accettò in votazione popolare l'adesione alla Società delle Nazioni. Il risultato fu risicato, con 11 cantoni favorevoli e 10 contrari.

Nel 1924 Giuseppe Motta fu presidente dell'Assemblea della Società delle Nazioni.
Come responsabile della politica economica prima ed estera poi si trovo spesso a dover elaborare dossier importanti per l'epoca e la posizione del paese nel mondo. Soprattutto come responsabile della politica estera federale si trovo a dover trattare con i regimi fascisti che vennero a crearsi attorno alla confederazione elvetica, da notare che le origini ticinesi favorirono il rapporto con il regime fascista di Benito Mussolini nonostante le critiche levate da Motta sulla politica espansionistica in Africa prima e poi quella razziale addotta dal regime italiano.
Fu presidente della Confederazione svizzera negli anni 1915, 1920, 1927, 1932 e 1937 e vicepresidente negli anni 1914, 1919, 1926, 1931 e 1936. Morì in carica il 23 gennaio 1940.
Il successore di Giuseppe Motta in Consiglio federale fu Enrico Celio.

## Opere
- Giuseppe Motta, Testimonia Temporum. Discorsi e scritti scelti, volume I (1911-1931), II (1932-1936), III (1936-1940), Istituto Editoriale Ticinese, Bellinzona 1931, 1936, 1941.